# Peter Gierich
Peter Wolfgang Gierich (* 27. April 1936 in Berlin-Pankow; † 11. Oktober 2022 in Berlin-Westend) war ein deutscher Politiker (CDU).

## Werdegang
Gierich beendete 1953 seine Schule mit der mittleren Reife und machte eine Ausbildung an der Schule für künstlerische Schaufenstergestaltung in Berlin, die er 1955 abschloss. 1961 gründete er eine eigene Werbeagentur. Von 1970 bis 1985 war er kaufmännischer Angestellter im Großhandel und später bei der Firmengruppe Deinhard. Anschließend war Gierich selbständiger Handelsvertreter und gründete eine „Weinagentur“.
1967 trat Gierich der Jungen Union (JU) und der CDU bei. Bei der Berliner Wahl 1971 wurde er in die Bezirksverordnetenversammlung im Bezirk Wedding gewählt, wo er auch Fraktionsvorsitzender war. Bei der folgenden Wahl 1975 wurde er in das Abgeordnetenhaus von Berlin gewählt. 1990 konnte Gierich das Direktmandat für den Wahlkreis Wedding 1 gewinnen. Von 1994 bis 2001 war er Vorsitzender der CDU Wedding. Nach 21 Jahren schied er 1996 aus dem Parlament aus.